# Doves
Doves es un grupo de indie rock británico formado en Mánchester, Inglaterra. Actualmente la banda está compuesta por los hermanos Jez y Andy William, y Jimi Goodwin.
Doves tuvo sus orígenes en Wilmslow, Inglaterra, cuando los hermanos Williams y Goodwin se conocieron en el colegio a los 15 años. Jimi Goodwin en ese momento formaba parte de un grupo llamado The Risk donde tocaba la guitarra principal junto a Joe Roberts (voz y teclados), Steve Green (guitarra rítmica), Dermot Ahern (bajo), el primo de Jimi, Pat Goodwin (batería) y eran representados por Tim Mulryan. The Risk solía practicar en el Handforth Youth Club y experimentaron un éxito moderado, tocando principalmente en pubs de Mánchester y en The Gallery (John Dalton Street), The Boardwalk (Little Peter Street) y The International (Anson Road en Rusholme). También tocaron en el Tunnel Club, Greenwich y en SoapAid. Una demo de 5 cortes titulada "Take Five" se grabó en los estudios Spirit en Mánchester.
En 1991, los hermanos Williams y Jimi Goodwin formaron una banda dance influenciada por el sonido de Mánchester llamada Sub Sub, que tuvo un éxito moderado a principios de los años 1990, principalmente gracias al sencillo "Ain't No Love (Ain't No Use)" que alcanzó el puesto 3 en el UK Singles Chart. Sin embargo, el éxito de Sub Sub fue breve, su incapacidad para producir un segundo éxito los llevó a la oscuridad. En 1995, el estudio del grupo en Ancoats se incendió, provocando que abandonaran su anterior estilo dance y empezasen de nuevo como el grupo de rock alternativo Doves en 1998. El nombre Doves deriva de la frase "Como palomas que surgen de sus cenizas", una referencia a la quema de su estudio anterior mientras trabajaban bajo el nombre de Sub Sub.

## Doves: 1998-presente
El grupo sacó tres EP en 1998 y 1999 que establecieron el nuevo sonido de la banda y experimentaron una cálida acogida de la crítica.
Su álbum debut Lost Souls (2000), fue recibido con entusiasmo por aclamación de la crítica. Fue nominado al premio Mercury de música que perdió frente al mancuniano y cantante Badly Drawn Boy. El segundo disco de Doves, The Last Broadcast, salió dos años después, alcanzando el puesto 1 en el UK Album Chart y fue nominado otra vez al premio Mercury de música. Este disco contenía el corte "There Goes the Fear", que alcanzó el puesto 3 en el UK Singles Chart a pesar de salir a la venta durante un único día antes de ser retirado. En 2003 el grupo lanzó una recopilación de caras b, Lost Sides, y un DVD titulado Where We're Calling From, grabado en directo en un concierto en el Eden Project en Cornwall.
Doves grabaron su tercer disco lejos de influencias urbanas en casas de campo escondidas en los campos de Snowdonia en Gales, Darlington, y cerca del Lago Ness, en Escocia. "En las letras, el tema de las ciudades y el cambio empezó a surgir mucho... lo cual era raro ya que estábamos grabando y escribiendo en el campo, pero empezó a tomar esta forma urbana real" dijo Jimi Goodwin. El tercer disco del grupo, Some Cities, salió en febrero de 2005 y fue directo al puesto 1 en el UK Album Chart, ayudado por algunas de las críticas más fuertes recibidas hasta la fecha, y precedido por el sencillo "Black and White Town", que alcanzó el puesto 6 en el UK Singles Chart.
El grupo lanzó su -hasta ahora- cuarto y último LP de estudio en abril de 2009, llamado Kingdom of Rust. Luego de la presentación de este disco en varios países, la banda se tomó un receso indefinido.

Doves: 1998-presente
La banda lanzó tres EP en 1998 y 1999 en el Casino Records, una subsidiaria de Rob Gretton 's Rob Records, que estableció el nuevo sonido del grupo y se encontró con una respuesta crítica tibia. Su álbum debut Lost Souls en abril de 2000 fue nominado para el Mercury Music Prize, que perdió a su compatriota y excolaborador de Mánchester Badly Drawn Boy.[11]
El segundo álbum de Doves, The Last Broadcast, fue liberado dos años más tarde, alcanzando el puesto # 1 en el Reino Unido Álbumes Gráfico, y fue nominado de nuevo para el Mercury Music Prize. El álbum es el primer sencillo " Ahí va el miedo "se convirtió en la banda más alta de gráficos único hasta la fecha, alcanzando el puesto # 3 en la lista de sencillos del Reino Unido [12] a pesar de sólo ser liberado por un día antes de que se ha eliminado. El álbum en el segundo sencillo " Golpear "alcanzó el puesto # 21 en la lista de sencillos [12] y fue utilizado en la Vancouver 2010 Juegos Olímpicos de Invierno con los corazones brillante / Des Más Brillantes Exploits campaña de publicidad y en las introducciones previas al evento.
El tecladista Martin Rebelski en un concierto en septiembre de 2009.
En 2003, la banda lanzó un B-sides recopilación, partes perdieron, y un DVD titulado ¿Dónde estamos llamando desde. El DVD incluye todos sus videos musicales hasta la fecha, así como videos incidental jugado antes del inicio de sus almas perdidas y Las visitas Last Broadcast. También en el DVD fue un video concierto en vivo de conciertos de la banda en Cornwall 's Eden Project, grabado en el verano de 2002, así como videos documentales acerca de las palomas, así como Sub.
Doves graba Some Cities, su tercer álbum de estudio, lejos de las influencias urbanas, y en casas de campo escondido en el campo de Snowdonia, Darlington, y alrededor de Lochn Ness. "Líricamente, el tema de las ciudades y pueblos y el cambio comenzó apareciendo un montón... lo cual era extraño porque estábamos grabando y escribiendo en el campo, pero empezó a tomar esta forma urbana real", dijo Jimi Goodwin.[13] Some Cities fue lanzado en febrero de 2005 y se fue directo al número 1 en la tabla de álbumes del Reino Unido, con la ayuda de algunas de las más fuertes críticas que había recibido hasta la fecha. El álbum fue precedido por el sencillo " Black and White Town ", que alcanzó el puesto # 6 en la lista de sencillos.[12] El 18 de junio de 2005, la banda abrió para U2 en el Estadio de Twickenham, en Londres. También apoyaron Oasis en el Estadio Ciudad de Mánchester en su triunfal regreso a Manchester, y Coldplay en el Estadio Reebok en Bolton, tanto durante sus respectivas visitas 2005.
El cuarto álbum de la banda tarda un poco en ver la luz, por situaciones importantes que ellos vivían a título personal (por ejemplo, el baterista Andy Williams se convierte en padre). Sin embargo Kingdom of Rust, fue lanzado finalmente en abril de 2009. Antes de la nueva versión, Doves ofrece una descarga gratuita de la pista del álbum plomo "Jetstream" en su página web.[14] El 27 de enero de 2009 la banda anunció una semana de fechas 12 a 19 de marzo, en el que nuevas canciones del álbum hicieron su debut. Las once canciones del álbum fueron descritos por Jez Williams como "esquizofrénicas, pero... también extrañamente coherentes."[15] Giras mundiales, incluyendo múltiples visitas en el Reino Unido, Estados Unidos y Canadá, seguido del lanzamiento del álbum, acompañan la promoción del LP. El 12 de julio de 2009, la banda apareció en la BBC Radio 1 etapa en la T in the Park y el Festival Latitud en Southwold. También apareció con el Coro de Londres Bulgaria como parte de la BBC Electric Proms serie en octubre de 2009.[16]
La banda lanza el 5 de abril de 2010 [17] [18], el primer compilado de éxitos en su carrera, que abarca lo mejor de sus discos titulado "Entre lugares: Lo mejor de Doves".
Tras una entrevista con Jez Williams para Hot Press [19] la banda sugiere que Doves tomará un receso indefinido. El 24 de marzo de 2010, Andy Williams publicó lo siguiente en el foro oficial de la banda en respuesta a la entrevista y rumores:
"Me gustaría asegurar a todos ustedes que definitivamente no nos estamos separando y esto definitivamente no es nuestra gira de despedida. Este periodista ha puesto 2 y 2, y hace 10! Jez, simplemente dijo que no hay planes de hacer un disco nuevo, y que no hay en este momento. Nunca plan de tan lejos y se habla de nosotros, tratando de otras cosas fuera de la banda después de que terminemos de gira "Best Of" (el cual realmente solo puede ser una buena cosa creativa de la banda). Si hubo una gira de despedida que me gustaría pensar que iba a interpretar a lugares más grandes de lo que somos!
Yo nunca había estado fuera de nosotros volver a estar en el estudio otra vez el año que viene, ya veremos. Por el momento estamos de vuelta en nuestro estudio / sala de ensayo para recordar cómo tocar algunas canciones viejas que no han jugado en mucho tiempo. Nos vamos a Jodrell Bank (telescopio de radio en Cheshire ) el día de hoy a la película un par de canciones acústicas con suerte dentro del plato! (El tiempo lo permite!) Estas deben aparecer en nuestro sitio web un aspecto nuevo en breve, junto con algunas otras películas de pequeño por nuestro amigo Matt Norman. Gracias de nuevo por su preocupación y apoyo y perdón por la confusión.[20]"
Una entrevista con la banda en cuanto a su historia y el rendimiento de Jodrell Bank, fue publicado en The Guardian web 's, el 4 de abril de 2010.[21] Doves viajó el Reino Unido a lo largo de mayo de 2010, [22] y se realizó en la Isla de Wight Festival 2010.[23] La banda se tomará un descanso de las grabaciones, de acuerdo con una entrevista con The Daily Record.[24][25] Jimi Goodwin afirmó: "Es bueno sólo para tener un poco de espacio para respirar... Sólo queríamos bajar Nada que todo disco-gira-disco-gira cinta. de nosotros estamos listos para hacer frente a entrar en el estudio durante dos años. Esto es borrón y cuenta nueva, no tenemos otra cosa en las bóvedas ahora. Eso es todo. Hagamos lo que hagamos a partir de ahora será un nuevo comienzo. "
Goodwin también reveló que la esperanza de colaborar con su amigo y codo cantante de Guy Garvey, después de hablar acerca de las canciones a grabar juntos por años. "Hay un par de temas que hemos pasado atrás y hacia delante el uno al otro, pero es el mejor momento. Seguimos tratando de conseguir nuestros diarios juntos, quién sabe si alguna vez va a ser liberado. Estoy esperando a ver lo que podría pasar".[25]

## Discografía
Álbumes de estudio
- Lost Souls - 4 de abril de 2000 - #14 UK
- The Last Broadcast - 29 de abril de 2002 - #1 UK, #83 US
- Some Cities - 21 de febrero de 2005 - #1 UK, #111 US
- Kingdom of Rust - 6 de abril de 2009
- The Universal Want - 2020

- Datos: Q126128
- Multimedia: Doves (band) / Q126128